# Romulea ramiflora
Espèce
Romulea ramiflora est une espèce de plantes de la famille des Iridaceae,.

## Liste des sous-espèces
Selon GBIF (22 avril 2024) :
- Romulea ramiflora subsp. gaditana (Kunze) Marais
- Romulea ramiflora subsp. ramiflora

## Systématique
Le nom correct complet (avec auteur) de ce taxon est Romulea ramiflora Ten..
Ce taxon porte en français les noms vernaculaires ou normalisés suivants : Romulée à fleurs ramifiées, Romulée ramifiée,,, Romulée rameuse.
Romulea ramiflora a pour synonymes :
- Bulbocodium ramiflorum (Ten.) Kuntze
- Ixia ramiflora (Ten.) Ten.
- Romulea bulbocodium subsp. ramiflora (Ten.) Douin
- Romulea juncifolia Richt. & Loret, 1866
- Trichonema ramiflorum (Ten.) Sweet